# He Kexin
He Kexin (kinesiska 何可欣), född 1 januari 1992 i Peking, är en kinesisk gymnast. I samband med OS 2008 väcktes frågan om hon verkligen var 16 år gammal, som alla källor angivit under det sista året innan tävlingarna började, eller om hon egentligen var 14 (och därmed för ung för att tävla i OS) i enlighet med en källa som några år tidigare angivit att hon var född 1994.
Hon tog OS-guld i damernas barr och i mångkampen för lagHon tog OS-guld i damernas barr i samband med de olympiska gymnastiktävlingarna 2008 i London. Hon tog även OS-silver i samma gren i samband med de olympiska gymnastiktävlingarna 2012 i London.